# Торжок (Нижньогородська область)
Торжок (рос. Торжок) — селище в Вознесенському районі Нижньогородської області Російської Федерації.
Населення становить 10 осіб. Входить до складу муніципального утворення Наришкінська сільрада.

## Історія
Від 2004 року входить до складу муніципального утворення Наришкінська сільрада.

## Населення
| 1999 | 2002 | 2010 |
| ---- | ---- | ---- |
| 19   | ↘12  | ↘10  |